# Glenn Anderson
Glenn Anderson Christopher (* 2. října 1960) je bývalý kanadský profesionální hokejista hrající na postu pravého křídla v NHL, který hrál za Edmonton Oilers, Toronto Maple Leafs, New York Rangers a St. Louis Blues. Do hokejové síně slávy byl uveden 10. listopadu 2008.

## Ocenění a úspěchy
Pětkrát vyhrál Stanley Cup s Oilers a jednou s Rangers. Kanadu reprezentoval na olympijských hrách v roce 1980, dvakrát na mistrovství světa a dvakrát na Kanadském poháru.